# Hydroidolina
Hydroidolina Collins & Marques, 2004 è una sottoclasse di Hydrozoa, recentemente riallacciata come sinonimo dell'ordine Hydroida. Hydroidolina raggruppa fra gli altri tutti gli organismi di acqua dolce presenti nella classe Hydrozoa.
L'appellativo "Hydroidolina" non è ancora globalmente assestato, visto che alcuni autori preferiscono usare "Leptolinae", mentre altri "Hydroidomedusae".
Leptolinae è il nome storico dell'insieme di idrozoi qui rappresentato, ma il nome d'uso comune è da preferire, senza contare che Leptolinae può essere confuso con il taxon on accettato  "Leptolida".
Secondo la maggioranza degli ordinamenti, Hydroidolina viene diviso in tre ordini.

## Ordini
- Ordine Anthoathecata Cornelius, 1992
- Ordine Leptothecata Cornelius, 1992
- Ordine Siphonophora Eschscholtz, 1829